# Nästtjärnen (Offerdals socken, Jämtland)
Nästtjärnen är en sjö i Krokoms kommun i Jämtland och ingår i Indalsälvens huvudavrinningsområde. Sjön har en area på 0,0727 kvadratkilometer och ligger 297 meter över havet. Sjön avvattnas av vattendraget Nävran.

## Delavrinningsområde
Nästtjärnen ingår i det delavrinningsområde (704059-142834) som SMHI kallar för Inloppet i Öster-Näversjön. Medelhöjden är 315 meter över havet och ytan är 8,87 kvadratkilometer. Räknas de 11 avrinningsområdena uppströms in blir den ackumulerade arean 107,03 kvadratkilometer. Nävran som avvattnar avrinningsområdet har biflödesordning 3, vilket innebär att vattnet flödar genom totalt 3 vattendrag innan det når havet efter 227 kilometer. Avrinningsområdet består mestadels av skog (68 procent) och sankmarker (26 procent). Avrinningsområdet har 0,07 kvadratkilometer vattenytor vilket ger det en sjöprocent på 0,8 procent.